# قرزح عديم الأوراق
قرزح عديم الأوراق (الاسم العلمي: Atraphaxis aphylla) هو نوع من النباتات يتبع جنس القرزح من فصيلة البطباطية.